# Porcellionides lepineyi
Porcellionides lepineyi är en kräftdjursart som beskrevs av Paulian de Felice1941. Porcellionides lepineyi ingår i släktet Porcellionides och familjen Porcellionidae. Inga underarter finns listade i Catalogue of Life.